# Второй триумвират (Аргентина)
Второй триумвират (исп. Segundo Triunvirato) — руководящий орган власти в Соединенных провинций Рио-де-ла-Плата (современные Аргентина и Уругвай), который последовал за Первым триумвиратом в 1812 году, вскоре после Майской революции, и просуществовал 2 года.

## История
Второй триумвират был сформирован после Революции 8 октября 1812 года, когда генералы Хосе де Сан-Мартин и Карлос Мария де Альвеар объединили свои силы с бывшими сторонниками Мариано Морено и свергли Первый триумвират. Когда члены Первого триумвирата были свергнуты, Кабильдо назначило новых. Николас Родригес Пенья был назначен 172 голосами против 12, Антонио Альварес Хонте — 147 против 35, а Хуан Хосе Пасо — 96 против 87. Новый триумвират созвал Ассамблею XIII года, народное требование, которое Первый триумвират отказался выполнить. Триумвират начал свою работу 8 октября 1812 года.
Второй триумвират принял меры против членов первого триумвирата. Хуан Мартин де Пуэйрредон был сослан в Сан-Луис, а Бернардино Ривадавия был заключен в тюрьму и предан суду. Фелисиано Чиклана был предан суду, признан невиновным, а затем назначен губернатором Сальты. Мануэль де Сарратеа, находившийся под защитой британской дипломатии, не подвергся никаким репрессиям.
Основными действиями Триумвирата были:
- учредить 4 декабря 1812 года комиссию по созданию Конституции Аргентины
- созвать Ассамблею XIII года 31 января 1813 года.
- создать провинцию Куйо (современные провинции Мендоса, Сан-Хуан и Сан-Луис) 14 ноября 1813 года.

Поскольку Ассамблея 1813 года решила заменить Триумвират единоличным Верховным директором, он прекратил свои функции 22 января 1814 года, и Хервасио Антонио де Посадас принял управление в качестве первого Верховного директора Соединенных провинций Рио-де-ла-Плата. Год спустя, 31 января 1815 года, его сменил его племянник Карлос Мария де Альвеар, опиравшийся на поддержку могущественной ложи Лаутаро.

## Участники триумвирата
| Первоначальные члены Второго триумвирата - Хуан Хосе Пасо - Николас Родригес Пенья - Антонио Альварес Хонте |